# Llei de Lenz

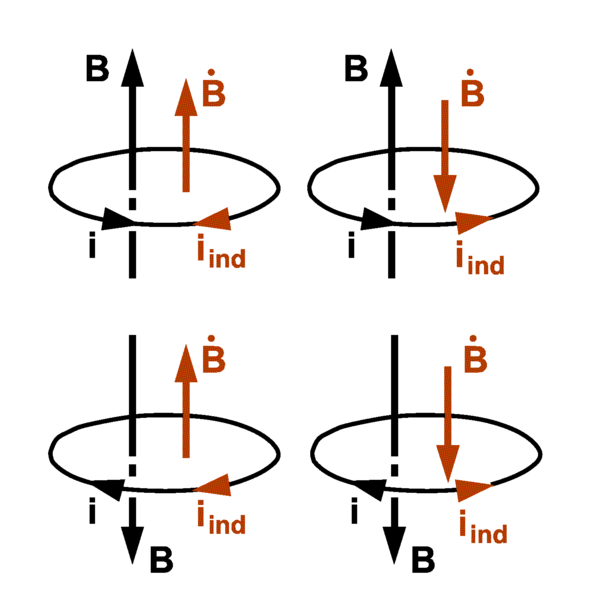
Il·lustració de la Llei de Lenz.

La Llei de Lenz postula que les forces electromotrius o els corrents induïts seran d'un sentit tal que s'oposin a la variació del flux magnètic que les va produir. Aquesta llei és una conseqüència del principi de conservació de l'energia. Aquesta llei es diu així en honor del físic alemany Heinrich Lenz, qui la va formular en l'any 1834. Els estudis sobre inducció electromagnètica, realitzats per Michael Faraday ens indiquen que en un conductor que es mogui tallant les línies de força d'un camp magnètic es produiria una força electromotriu (FEM) induïda i si es tractés d'un circuit tancat es produiria un corrent induït. El mateix succeiria si el flux magnètic que travessa al conductor és variable. La polaritat d'una FEM induïda és tal, que tendeix a produir un corrent, el camp magnètic del qual s'oposa sempre a les variacions del camp existent produït pel corrent original.